# Anypodetus fasciatus
Anypodetus fasciatus là một loài ruồi trong họ Asilidae. Anypodetus fasciatus được Hermann miêu tả năm 1908.